# Bundesliga niemiecka w piłce nożnej
Bundesliga (niem. Fußball-Bundesliga) – najwyższa w hierarchii klasa męskich ligowych rozgrywek piłkarskich w Niemczech, będąca jednocześnie najwyższym szczeblem centralnym (I poziom ligowy), utworzona w 1962 r. i zarządzana przez Niemiecki Związek Piłki Nożnej (DFB) i Deutsche Fussball-Liga (DFL). Zmagania w jej ramach toczą się cyklicznie (co sezon) i przeznaczone są dla 18 najlepszych krajowych klubów piłkarskich. Jej triumfator zostaje mistrzem Niemiec, zaś najsłabsze drużyny są relegowane do 2. Bundesligi (II ligi niemieckiej).
Najwięcej mistrzostw Bundesligi ma Bayern Monachium, który wygrywał ją 33-krotnie. Wielokrotni mistrzowie Bundesligi mają odznaczenia na strojach piłkarskich w postaci gwiazdek. Obecnie gwiazdki ma 6 zespołów: 5 gwiazdek – Bayern Monachium, 2 gwiazdki – Borussia Mönchengladbach, Borussia Dortmund, 1 gwiazdka – Hamburger SV, Werder Brema, VfB Stuttgart.

## Struktura organizacyjna

### Władze rozgrywek
DFL (stowarzyszenie niemieckich zawodowych klubów piłkarskich) Deutsche Fußball Liga GmbH zajmuje się organizacją i marketingiem zawodowej piłki nożnej w Niemczech.
DFL zajmuje się organizacją gier, jest odpowiedzialny za wszystkie 624 spotkania (312 w Bundeslidze i drugie tyle w 2. Bundeslidze) oraz mecze barażowe.
Podstawową działalnością DFL są licencje. DFL obejmuje licencjonowanie 36 profesjonalnych klubów Bundesligi i 2. Bundesligi. System licencjonowania jest uważany za jeden z najbardziej rygorystycznych w Europie, dlatego w dotychczasowej historii Bundesligi jeszcze żaden klub w trakcie trwania sezonu nie ogłosił niewypłacalności.

## Historia
W 1932 Felix Linnemann prezydent niemieckiej federacji piłkarskiej – DFB, zaproponował start Reichsligi. Miałaby ona zrzeszać 16 najlepszych klubów w Rzeszy. Szefowie lig związkowych (Gau–lig) odrzucili tę propozycję, która obniżała rangę ich rozgrywek. Gau przed wojną był odpowiednikiem dzisiejszego landu. Po wojnie w NRD wystartowały pierwsze rozgrywki ligowe w Niemczech. DDR-Oberliga zainaugurowała rozgrywki w sezonie 1949/50. Dopiero wiele lat później udało się stworzyć rozgrywki ligowe w zachodnich Niemczech.
Bundesliga została założona przez niemiecki związek piłki nożnej – DFB w dniu 28 lipca 1962 w Dortmundzie. Rozgrywki zainaugurowano w sezonie 1963/64, wcześniej mistrzów Niemiec wyłaniano w rozgrywkach międzyregionalnych (do 1951 systemem pucharowym, od 1951 do 1963 w dwóch grupach i finale: Oberligi).

### Licencje
Każda drużyna musi posiadać licencję. W przeciwnym razie będzie zdegradowana do amatorskich rozgrywek. Najwyższy ich poziom w Niemczech to Regionalligi, czyli 4 liga. Aby otrzymać licencję klub musi udokumentować stabilność finansową, oraz spełnić wymogi organizacyjne i infrastrukturowe (głównie stadiony). Żaden klub nie spełniający tych wymogów nie gra powyżej 4 ligi. Jednym z wymogów jest, by wydatki na pensje zawodników nie przekraczały określonych kwot.
Prawa do transmisji meczów Bundesligi w Niemczech ma telewizja Sky Deutschland (dawniej pod nazwą Premiere). W Polsce Bundesligę można oglądać na platformie Viaplay. Transmisje Ligi Niemieckiej w Polsce można również oglądać na stronach internetowych bukmacherów m.in. Fortuna, Betclic, LV BET i Superbet.

### Pierwsze kluby Bundesligi
- Oberliga Nord: Eintracht Brunszwik, Werder Brema, Hamburger SV
- Oberliga West: Borussia Dortmund, 1. FC Köln, Meidericher SV, Preußen Münster, FC Schalke 04
- Oberliga Südwest: 1. FC Kaiserslautern, 1. FC Saarbrücken
- Oberliga Süd: Eintracht Frankfurt, Karlsruher SC, 1. FC Nürnberg, TSV 1860 Monachium, VfB Stuttgart
- Stadtliga Berlin: Hertha BSC

## System rozgrywek
Obecny format ligi zakładający brak podziału na grupy obowiązuje od sezonu 1963/64.
Rozgrywki składają się z 34 kolejek spotkań rozgrywanych pomiędzy drużynami systemem kołowym. Każda para drużyn rozgrywa ze sobą dwa mecze – jeden w roli gospodarza, drugi jako goście. Od sezonu 1964/65 w lidze występuje 18 zespołów. W przeszłości liczba ta wynosiła 16. Drużyna zwycięska za wygrany mecz otrzymuje 3 punkty (do sezonu 1994/95 2 punkty), 1 za remis oraz 0 za porażkę.
Zajęcie pierwszego miejsca po ostatniej kolejce spotkań oznacza zdobycie tytułu Mistrzów Niemiec w piłce nożnej. Mistrz Niemiec, podobnie jak drużyna z drugiego i trzeciego miejsca zdobywa prawo gry w Lidze Mistrzów UEFA. Czwarta drużyna zdobywa prawo uczestniczenia w fazie Play-off Ligi Mistrzów. Piąta oraz szósta drużyna zdobywają możliwość gry w Lidze Europy UEFA. Również zwycięzca Pucharu Niemiec startuje w fazie grupowej Lidze Europy lub, w przypadku, w którym zdobywca krajowego pucharu zajmie miejsce w pierwszej czwórce – możliwość gry w eliminacjach do Ligi Europy otrzymuje również siódma drużyna klasyfikacji końcowej. Zajęcie 2 ostatnich miejsc wiąże się ze spadkiem drużyn do 2. Bundesligi, która od 1974 roku tworzy drugi najwyższy poziom rozgrywkowy w Niemczech. Trzeci zespół od końca, po zakończeniu rozgrywek rozgrywa mecze barażowe z trzecim zespołem 2. Bundesligi o pozostanie w lidze.
W przypadku zdobycia tej samej liczby punktów, klasyfikacja końcowa ustalana jest na podstawie wyniku dwumeczu pomiędzy drużynami, w następnej kolejności, w przypadku remisu – na podstawie różnicy bramek w pojedynku bezpośrednim, następnie na podstawie ogólnego bilansu bramkowego osiągniętego w sezonie, większej liczby bramek zdobytych oraz w ostateczności za pomocą losowania.

## Skład ligi w sezonie 2025/26
| Uczestnicy poprzedniej edycji | Uczestnicy poprzedniej edycji | Uczestnicy poprzedniej edycji | Uczestnicy poprzedniej edycji |
| --- | ----------------------------- | ----------------------------- | ----------------------------- |
| BMU | Bayern Monachium              | Monachium                     | 1                             |
| LEV | Bayer Leverkusen              | Leverkusen                    | 2                             |
| FRA | Eintracht Frankfurt           | Frankfurt nad Menem           | 3                             |
| DOR | Borussia Dortmund             | Dortmund                      | 4                             |
| FRG | SC Freiburg                   | Fryburg Bryzgowijski          | 5                             |
| MAI | 1. FSV Mainz 05               | Moguncja                      | 6                             |
| RBL | RB Lipsk                      | Lipsk                         | 7                             |
| WER | Werder Brema                  | Brema                         | 8                             |
| STU | VfB Stuttgart                 | Stuttgart                     | 9                             |
| MGL | Borussia Mönchengladbach      | Mönchengladbach               | 10                            |
| WOL | VfL Wolfsburg                 | Wolfsburg                     | 11                            |
| AUG | FC Augsburg                   | Augsburg                      | 12                            |
| UNB | Union Berlin                  | Berlin                        | 13                            |
| PAU | FC St. Pauli                  | Hamburg                       | 14                            |
| HOF | TSG Hoffenheim                | Sinsheim                      | 15                            |
| po barażach |                               |                               |                               |
| HEI | FC Heidenheim                 | Heidenheim an der Brenz       | 16                            |
| Spadek z Bundesligi 2024/25 |                               |                               |                               |
| KIE | Holstein Kiel                 | Kilonia                       | 17                            |
| BOC | VfL Bochum                    | Bochum                        | 18                            |
| Awans z 2. Bundesligi 2024/25 |                               |                               |                               |
| KÖL | 1. FC Köln                    | Kolonia                       | 1                             |
| HSV | Hamburger SV                  | Hamburg                       | 2                             |
| Oznaczenia: - kolumna pierwsza – skróty nazw drużyn, - kolumna trzecia – siedziba klubu, - kolumna czwarta – miejsce zajęte w poprzednim sezonie. |                               |                               |                               |

## Lista sezonów

### Medaliści Bundesligi
| Sezon   | Mistrz                   | Wicemistrz               | III miejsce              |
| ------- | ------------------------ | ------------------------ | ------------------------ |
| 1963/64 | 1. FC Köln               | MSV Duisburg             | Eintracht Frankfurt      |
| 1964/65 | Werder Brema             | 1. FC Köln               | Borussia Dortmund        |
| 1965/66 | TSV 1860 Monachium       | Borussia Dortmund        | Bayern Monachium         |
| 1966/67 | Eintracht Brunszwik      | TSV 1860 Monachium       | Borussia Dortmund        |
| 1967/68 | 1. FC Nürnberg           | Werder Brema             | Borussia Mönchengladbach |
| 1968/69 | Bayern Monachium         | Alemannia Akwizgran      | Borussia Mönchengladbach |
| 1969/70 | Borussia Mönchengladbach | Bayern Monachium         | Hertha Berlin            |
| 1970/71 | Borussia Mönchengladbach | Bayern Monachium         | Hertha Berlin            |
| 1971/72 | Bayern Monachium         | Schalke 04 Gelsenkirchen | Borussia Mönchengladbach |
| 1972/73 | Bayern Monachium         | 1. FC Köln               | Fortuna Düsseldorf       |
| 1973/74 | Bayern Monachium         | Borussia Mönchengladbach | Fortuna Düsseldorf       |
| 1974/75 | Borussia Mönchengladbach | Hertha Berlin            | Eintracht Frankfurt      |
| 1975/76 | Borussia Mönchengladbach | Hamburger SV             | Bayern Monachium         |
| 1976/77 | Borussia Mönchengladbach | Schalke 04 Gelsenkirchen | Eintracht Brunszwik      |
| 1977/78 | 1. FC Köln               | Borussia Mönchengladbach | Hertha Berlin            |
| 1978/79 | Hamburger SV             | VfB Stuttgart            | 1. FC Kaiserslautern     |
| 1979/80 | Bayern Monachium         | Hamburger SV             | 1. FC Kaiserslautern     |
| 1980/81 | Bayern Monachium         | Hamburger SV             | VfB Stuttgart            |
| 1981/82 | Hamburger SV             | 1. FC Köln               | Bayern Monachium         |
| 1982/83 | Hamburger SV             | Werder Brema             | VfB Stuttgart            |
| 1983/84 | VfB Stuttgart            | Hamburger SV             | Borussia Mönchengladbach |
| 1984/85 | Bayern Monachium         | Werder Brema             | 1. FC Köln               |
| 1985/86 | Bayern Monachium         | Werder Brema             | KFC Uerdingen 05         |
| 1986/87 | Bayern Monachium         | Hamburger SV             | Borussia Mönchengladbach |
| 1987/88 | Werder Brema             | Bayern Monachium         | 1. FC Köln               |
| 1988/89 | Bayern Monachium         | 1. FC Köln               | Werder Brema             |
| 1989/90 | Bayern Monachium         | 1. FC Köln               | Eintracht Frankfurt      |
| 1990/91 | 1. FC Kaiserslautern     | Bayern Monachium         | Werder Brema             |
| 1991/92 | VfB Stuttgart            | Borussia Dortmund        | Eintracht Frankfurt      |
| 1992/93 | Werder Brema             | Bayern Monachium         | Eintracht Frankfurt      |
| 1993/94 | Bayern Monachium         | 1. FC Kaiserslautern     | Bayer 04 Leverkusen      |
| 1994/95 | Borussia Dortmund        | Werder Brema             | SC Freiburg              |
| 1995/96 | Borussia Dortmund        | Bayern Monachium         | Schalke 04 Gelsenkirchen |
| 1996/97 | Bayern Monachium         | Bayer 04 Leverkusen      | Borussia Dortmund        |
| 1997/98 | 1. FC Kaiserslautern     | Bayern Monachium         | Bayer 04 Leverkusen      |
| 1998/99 | Bayern Monachium         | Bayer 04 Leverkusen      | Hertha Berlin            |
| 1999/00 | Bayern Monachium         | Bayer 04 Leverkusen      | Hamburger SV             |
| 2000/01 | Bayern Monachium         | Schalke 04 Gelsenkirchen | Borussia Dortmund        |
| 2001/02 | Borussia Dortmund        | Bayer 04 Leverkusen      | Bayern Monachium         |
| 2002/03 | Bayern Monachium         | VfB Stuttgart            | Borussia Dortmund        |
| 2003/04 | Werder Brema             | Bayern Monachium         | Bayer 04 Leverkusen      |
| 2004/05 | Bayern Monachium         | Schalke 04 Gelsenkirchen | Werder Brema             |
| 2005/06 | Bayern Monachium         | Werder Brema             | Hamburger SV             |
| 2006/07 | VfB Stuttgart            | Schalke 04 Gelsenkirchen | Werder Brema             |
| 2007/08 | Bayern Monachium         | Werder Brema             | Schalke 04 Gelsenkirchen |
| 2008/09 | VfL Wolfsburg            | Bayern Monachium         | VfB Stuttgart            |
| 2009/10 | Bayern Monachium         | Schalke 04 Gelsenkirchen | Werder Brema             |
| 2010/11 | Borussia Dortmund        | Bayer 04 Leverkusen      | Bayern Monachium         |
| 2011/12 | Borussia Dortmund        | Bayern Monachium         | Schalke 04 Gelsenkirchen |
| 2012/13 | Bayern Monachium         | Borussia Dortmund        | Bayer 04 Leverkusen      |
| 2013/14 | Bayern Monachium         | Borussia Dortmund        | Schalke 04 Gelsenkirchen |
| 2014/15 | Bayern Monachium         | VfL Wolfsburg            | Borussia Mönchengladbach |
| 2015/16 | Bayern Monachium         | Borussia Dortmund        | Bayer 04 Leverkusen      |
| 2016/17 | Bayern Monachium         | RB Lipsk                 | Borussia Dortmund        |
| 2017/18 | Bayern Monachium         | Schalke 04 Gelsenkirchen | TSG 1899 Hoffenheim      |
| 2018/19 | Bayern Monachium         | Borussia Dortmund        | RB Lipsk                 |
| 2019/20 | Bayern Monachium         | Borussia Dortmund        | RB Lipsk                 |
| 2020/21 | Bayern Monachium         | RB Lipsk                 | Borussia Dortmund        |
| 2021/22 | Bayern Monachium         | Borussia Dortmund        | Bayer 04 Leverkusen      |
| 2022/23 | Bayern Monachium         | Borussia Dortmund        | RB Lipsk                 |
| 2023/24 | Bayer 04 Leverkusen      | VfB Stuttgart            | Bayern Monachium         |
| 2024/25 | Bayern Monachium         | Bayer 04 Leverkusen      | Eintracht Frankfurt      |

## Statystyka

### Tabela medalowa (od sezonu 1963/1964)
Mistrzostwo Niemiec zostało do tej pory zdobyte przez 26 różnych drużyn. 13 z nich zostało mistrzami od założenia Bundesligi od sezonu 1963/1964.
Stan po sezonie 2024/2025.
| Lp. | Drużyna | Drużyna                  | Miejsca na podium | Miejsca na podium | Miejsca na podium |    |    |   |
| --- | ------- | ------------------------ | ----------------- | ----------------- | ----------------- | -- | -- | - |
| Lp. | Drużyna | Drużyna                  | 1.                |                   | Bayern Monachium  | 33 | 10 | 6 |
| 2.  |         | Borussia Dortmund        | 5                 | 9                 | 7                 |    |    |   |
| 3.  |         | Borussia Mönchengladbach | 5                 | 2                 | 6                 |    |    |   |
| 4.  |         | Werder Brema             | 4                 | 7                 | 5                 |    |    |   |
| 5.  |         | Hamburger SV             | 3                 | 5                 | 2                 |    |    |   |
| 6.  |         | VfB Stuttgart            | 3                 | 3                 | 3                 |    |    |   |
| 7.  |         | 1. FC Köln               | 2                 | 5                 | 2                 |    |    |   |
| 8.  |         | 1. FC Kaiserslautern     | 2                 | 1                 | 2                 |    |    |   |
| 9.  |         | Bayer 04 Leverkusen      | 1                 | 6                 | 6                 |    |    |   |
| 10. |         | TSV 1860 Monachium       | 1                 | 1                 | 0                 |    |    |   |
| 10. |         | VfL Wolfsburg            | 1                 | 1                 | 0                 |    |    |   |
| 12. |         | Eintracht Brunszwik      | 1                 | 0                 | 1                 |    |    |   |
| 13. |         | 1. FC Nürnberg           | 1                 | 0                 | 0                 |    |    |   |
| 14. |         | Schalke 04 Gelsenkirchen | 0                 | 7                 | 4                 |    |    |   |
| 15. |         | RB Lipsk                 | 0                 | 2                 | 3                 |    |    |   |
| 16. |         | Hertha Berlin            | 0                 | 1                 | 4                 |    |    |   |
| 17. |         | Alemannia Akwizgran      | 0                 | 1                 | 0                 |    |    |   |
| 17. |         | MSV Duisburg             | 0                 | 1                 | 0                 |    |    |   |
| 19. |         | Eintracht Frankfurt      | 0                 | 0                 | 6                 |    |    |   |
| 20. |         | Fortuna Düsseldorf       | 0                 | 0                 | 2                 |    |    |   |
| 21. |         | KFC Uerdingen 05         | 0                 | 0                 | 1                 |    |    |   |
| 21. |         | SC Freiburg              | 0                 | 0                 | 1                 |    |    |   |
| 21. |         | TSG 1899 Hoffenheim      | 0                 | 0                 | 1                 |    |    |   |

### Rozegrane mecze
| Miejsce | Zawodnik          | Kluby                                                                | Liczba meczów | Lata gry  |
| ------- | ----------------- | -------------------------------------------------------------------- | ------------- | --------- |
| 1       | Karl-Heinz Körbel | Eintracht Frankfurt                                                  | 602           | 1972-1991 |
| 2       | Manfred Kaltz     | Hamburger SV                                                         | 581           | 1971-1991 |
| 3       | Oliver Kahn       | Karlsruher SC; Bayern Monachium                                      | 557           | 1987-2008 |
| 4       | Klaus Fichtel     | FC Schalke 04; Werder Brema                                          | 552           | 1965-1988 |
| 5       | Miroslav Votava   | Borussia Dortmund; Werder Brema                                      | 546           | 1976-1996 |
| 6       | Klaus Fischer     | TSV 1860 Monachium; FC Schalke 04; 1. FC Köln; VfL Bochum            | 535           | 1968-1988 |
| 7       | Eike Immel        | Borussia Dortmund; VfB Stuttgart                                     | 534           | 1978-1995 |
| 8       | Willi Neuberger   | Borussia Dortmund; Werder Brema; Wuppertaler SV; Eintracht Frankfurt | 520           | 1966-1983 |
| 9       | Michael Lameck    | VfL Bochum                                                           | 518           | 1972-1988 |
| 10      | Uli Stein         | Arminia Bielefeld; Hamburger SV; Eintracht Frankfurt                 | 512           | 1978-1997 |

### Strzelone bramki
| Miejsce | Zawodnik            | Gole | Klub/y                                                                | Lata gry  |
| ------- | ------------------- | ---- | --------------------------------------------------------------------- | --------- |
| 1       | Gerd Müller         | 365  | Bayern Monachium                                                      | 1965-1979 |
| 2       | Robert Lewandowski  | 312  | Borussia Dortmund; Bayern Monachium                                   | 2010-2022 |
| 3       | Klaus Fischer       | 268  | TSV 1860 Monachium; FC Schalke 04; 1. FC Köln; VfL Bochum             | 1968-1988 |
| 4       | Jupp Heynckes       | 220  | Borussia Mönchengladbach; Hannover 96                                 | 1965-1978 |
| 5       | Manfred Burgsmüller | 213  | Rot-Weiss Essen; Borussia Dortmund; 1. FC Nürnberg; Werder Brema      | 1969-1990 |
| 6       | Claudio Pizarro     | 197  | Werder Brema; Bayern Monachium; 1. FC Köln                            | 1999-2020 |
| 7       | Ulf Kirsten         | 181  | Bayer 04 Leverkusen                                                   | 1990-2003 |
| 8       | Stefan Kuntz        | 179  | VfL Bochum; KFC Uerdingen 05; 1. FC Kaiserslautern; Arminia Bielefeld | 1983-1999 |
| 9       | Dieter Müller       | 177  | Kickers Offenbach; 1. FC Köln; VfB Stuttgart; 1. FC Saarbrücken       | 1973-1986 |
| 9       | Klaus Allofs        | 177  | Fortuna Düsseldorf; 1. FC Köln; Werder Brema                          | 1975-1993 |

### Najszybsi piłkarze
(Pomiary od sezonu 2019/20)
| Miejsce | Zawodnik           | Prędkość (km/h) | Klub                | Sezon   |
| ------- | ------------------ | --------------- | ------------------- | ------- |
| 1.      | Jeremiah St. Juste | 36.63           | 1. FSV Mainz 05     | 2021/22 |
| 2.      | Moussa Diaby       | 36.52           | Bayer 04 Leverkusen | 2022/23 |
| 3.      | Alphonso Davies    | 36.51           | Bayern Monachium    | 2019/20 |
| 4.      | Achraf Hakimi      | 36.49           | Borussia Dortmund   | 2019/20 |
| 5.      | Sheraldo Becker    | 36.39           | 1. FC Union Berlin  | 2021/22 |
| 6.      | Leon Bailey        | 36.35           | Bayer 04 Leverkusen | 2019/20 |
| 7.      | Kevin Schade       | 36.30           | SC Freiburg         | 2021/22 |
| 8.      | Erling Haaland     | 36.30           | Borussia Dortmund   | 2021/22 |
| 9.      | Bryan Lasme        | 36.08           | Arminia Bielefeld   | 2021/22 |
| 10.     | Jeremie Frimpong   | 36.07           | Bayer 04 Leverkusen | 2021/22 |

Źródło: https://www.bundesliga.com/en/bundesliga/stats/players/2022-2023

### Bilanse klubów
Licząc od początku historii rozgrywek do 2012 roku występy w Bundeslidze zaliczyło 52 kluby. SC Paderborn 07, który awansował do sezonu 2014/2015, jest 53. klubem w najwyższej niemieckiej klasie rozgrywkowej. W sezonie 2015/16 debiutantem było FC Ingolstadt 04, natomiast w sezonie 2016/17 RB Lipsk. 27 maja 2019 do Bundesligi awansował 1. FC Union Berlin jako 56. klub w historii. W 34. kolejce 2. Bundesligi w sezonie 2022/2023 awans do Bundesligi po raz pierwszy w historii wywalczył 1. FC Heidenheim, który został 57. klubem, który występował na najwyższym szczeblu rozgrywkowym. 58. klubem został Holstein Kiel, który awansował po 33. kolejce sezonu 2023/2024. 

Do końca sezonu 2017/2018 jedynym klubem, który grał we wszystkich 55 edycjach Bundesligi, był Hamburger SV (następne są Werder Brema i Bayern Monachium – po 54, dalej VfB Stuttgart – 52, Borussia Dortmund – 51, oraz Borussia Monchengladbach i Schalke 04 – po 50 sezonów). 

## Prawa telewizyjne w Polsce
Prawa telewizyjne do Bundesligi w Polsce od sezonu 2021/2022 do 2024/2025 posiada platforma Viaplay. Od rundy wiosennej sezonu 2024/2025 transmisje będą odbywać się również w Eleven Sports.
| Lata                    | Stacja telewizyjna | Źródło               |
| ----------------------- | ------------------ | -------------------- |
| 1995 – 1997             | FilmNet            |                      |
| 1997 – 2000 2017 – 2021 | Canal+             | [ 18 ]               |
| 2000 – 2006             | Polsat Sport       |                      |
| 2006 – 2009             | Sport Klub         | [ 19 ]               |
| 2009 – 2017             | Eurosport 2        | [ 20 ]               |
| 2017 – 2021             | Eleven Sports      | [ 21 ]               |
| 2021 – 2025             | Viaplay            | [ 22 ] [ 23 ] [ 17 ] |
| 2025 – 2029             | Eleven Sports      | [ 24 ]               |